# Osowiec Śląski
Osowiec Śląski est une localité polonaise de la voïvodie et du powiat d'Opole.